# Cantó de Ginhac

El cantó de Ginhac és un cantó francès del departament de l'Erau, a la regió d'Occitània. Forma part del districte de Lodeva, té 28 municipis i el cap cantonal és Ginhac.

## Municipis
- Arboraç
- Argelièrs
- Aumelàs
- Belargan
- La Boissièira
- Campanhan
- Ginhac
- Jonquièiras
- Lo Mas d'Agamars
- Montarnaud
- Montpeirós
- Nhana
- Pig-abon
- Plaissan
- Lo Poget
- Popian
- Posòls
- Puòglatgièr
- Sant Adornin
- Sant Andrieu de Sangònis
- Sant Bausèli de la Seuva
- Sant Guilhèm dau Desèrt
- Sant Guiraud
- Sant Joan de Fòrcs
- Sant Pargòli
- Sant Paul e Valmala
- Treçan
- Vendemian